# Dan Castellaneta
Daniel Louis "Dan" Castellaneta (Oak Park, Illinois, 29 de outubro de 1957) é um ator ítalo-americano de teatro, cinema e televisão, comediante, dublador e escritor de televisão. Ele é mais conhecido por sua dublagem de longa duração de Homer Simpson na série animada "Os Simpsons". Ele também dubla muitos outros personagens de "Os Simpsons", incluindo Abraham Simpson; Barney Gumble; Krusty, o Palhaço; o zelador Willie, o prefeito Quimby e Hans Moleman.
Nascido no subúrbio de Chicago de Oak Park, Illinois, Castellaneta começou desde muito cedo a ter aulas de teatro. Ele ouvia os discos de comédia de seu pai e fazia imitações de artistas. Após graduar-se em Universidade de Northern Illinois, Castellaneta juntou-se a The Second City de Chicago, em 1983, ficando com o grupo até 1987. Ele foi do elenco de The Tracey Ullman Show, que estreou em 1987.
O The Tracey Ullman Show incluiu uma série de curtas animados sobre uma família disfuncional. Vozes foram necessários para os curtas, então os produtores decidiram pedir a Castellaneta para dublar Homer. Sua voz para o personagem começou como uma imitação de Walter Matthau, mas depois evoluiu para uma voz mais forte. Os curtas viriam a ser desmembrados em Os Simpsons. Castellaneta ganhou quatro Prêmios Emmy do Horário Nobre de Melhor Dublador em seu trabalho na série, bem como um Annie Award de Melhor Performance Individual no Campo da Animação em 1993. Castellaneta co-escreveu quatro episódios de Os Simpsons com a sua esposa Deb Lacusta.
Castellaneta também teve papéis em diversos outros programas de televisão, incluindo a sitcom Sibs, As Aventuras do Pato Dínamo e das séries animadas Darkwing Duck, De Volta para o Futuro (série animada), Earthworm Jim, Aladdin: A Série Animada e Hey Arnold!. Em 1999, ele apareceu no especial de Natal Olive, a Outra Rena e ganhou um Annie Award por seu papel do Carteiro. Castellaneta também lançou um CD de comédia, I Am Not Homer (Eu Não Sou o Homer) e escreveu e estrelou um monólogo intitulado Where Did Vincent van Gogh?.

## Biografia

### Primeiros anos de vida
Castellaneta nasceu em Oak Park, Illinois, um subúrbio de Chicago, em 29 de outubro de 1957, filho de Louis e Elsie Castellaneta. Seu pai era um ator amador que trabalhava para uma empresa de impressão. Ele era de ascendência italiana. Castellaneta tornou-se perito em impressões com pouca idade e sua mãe o matriculou em um curso de teatro quando tinha 16 anos de idade. Ele ouvia os discos de comédia de seu pai e imitava artistas. Ele era um "devoto" das obras de muitos artistas, incluindo Alan Arkin e Barbara Harris e dos diretores Mike Nichols e Elaine May.
Ele estudou no Colégio de Oak Park e River Forest e após a formatura, começou a frequentar a Universidade de Northern Illinois (NIU), no outono de 1975. Ele estudou Artes, com o objetivo de se tornar um professor de artes. Tornou-se professor e aluno, e entretinha seus alunos com suas imitações. Castellaneta também foi um participante regular em The Ron Petke and His Dead Uncle Show, um programa de rádio na NIU. O programa ajudou Castellaneta a aprimorar suas habilidades como dublador.
Ele lembrou "Nós fizemos paródias e esquetes, teríamos de dublar (personagens), então você aprende a alternar vozes. Eu molhei meus pés narrando. O show era pouco audível, mas nós não nos importávamos. Foi o fato de que tivemos uma chance de fazê-lo e escrever o nosso próprio material". Ele pegou um teste para um espetáculo de improvisação.

## Carreira

### Início de carreira
Castellaneta começou a atuar depois de sua formatura na Universidade de Northern Illinois, em 1979. Ele decidiu que se sua carreira se desse em nada, ele ainda teria uma chance de tentar outra coisa. Ele começou a ter aulas de improvisação, onde conheceu sua futura esposa, Deb Lacusta. Castellaneta começou a trabalhar em The Second City, um teatro de improviso de Chicago, em 1983 e continuou a trabalhar até 1987.
Durante este período, ele fez dublagens com sua esposa em várias estações de rádio. Ele fez um teste para um papel em The Tracey Ullman Show e seu primeiro encontro com Tracey Ullman e os outros produtores. Ullman decidiu voar até Chicago para assistir Castellaneta atuando. Sua atuação naquela noite era a de um cego que tenta se tornar um comediante e Ullman recordou mais tarde que, embora houvesse performances chamativas naquela noite, Castellaneta a fez chorar. Ela ficou impressionada e Castellaneta foi contratado.

### Os Simpsons
Castellaneta é mais conhecido por seu papel como Homer Simpson no seriado de televisão Os Simpsons. O The Tracey Ullman Show incluiu uma série de curtas animados sobre uma família disfuncional. Vozes foram necessárias para os curtas, então os produtores decidiram pedir a Castellaneta e sua companheira de elenco Julie Kavner para dublarem Homer e Marge em vez de contratar mais atores. A voz de Homer começou como uma imitação de Walter Matthau, mas Castellaneta não poderia "obter energia suficiente para fazer a voz" e não poderia sustentar a sua imitação de Matthau para as longas nove/dez horas de sessões de gravação. Ele tentou encontrar algo mais fácil, assim que "soltou a voz" e desenvolveu-a em uma voz mais versátil e bem-humorada durante as segunda e terceira temporadas do show de meia hora.
A voz normal de Castellaneta não tem similaridade com a de Homer. Para executar a voz de Homer, Castellaneta abaixa o queixo ao peito e diz para "deixar seu QI ir". Castellaneta gosta de ficar no personagem durante as sessões de gravação e tenta visualizar uma cena em sua mente para que ele possa dar a voz adequada para ele. Apesar da fama de Homer, Castellaneta afirma que raramente é reconhecido em público, "exceto, talvez, por um fã teimoso".
Castellaneta também faz as vozes de vários outros personagens, incluindo Abraham "Vovô" Simpson, Barney Gumble, Krusty, o Palhaço, o Zelador Willie, o Prefeito Quimby, Hans Moleman, Sideshow Mel, Coçadinha, Kodos, o adolescente com voz esganiçada e Gil Gunderson.

## Vida pessoal
Castellaneta vive em Los Angeles com sua esposa Deb Lacusta. Ao contrário de Homer, Castellaneta é um vegetariano, abstêmio e pratica exercícios regularmente. Castellaneta também pratica Tai Chi. Sua mãe, Elsie Castellaneta, morreu em janeiro de 2008, aos 81 anos. Seu pai, Louis, morreu no dia 15 de agosto de 2014, aos 99 anos.

## Filmografia

### Cinema
| Ano  | Título                               | Papel                 | Notas                                            |
| ---- | ------------------------------------ | --------------------- | ------------------------------------------------ |
| 1986 | Nothing in Common                    | Brian                 |                                                  |
| 1989 | Say Anything...                      | Professor de Diane    | Não creditado                                    |
| 1989 | K-9                                  | Maître D'             |                                                  |
| 1989 | The War of the Roses                 | Cliente de Gavin      |                                                  |
| 1991 | Don't Tell Mom the Babysitter's Dead | Sra. Sturak animada   |                                                  |
| 1994 | O Cliente                            | Slick Moeller         |                                                  |
| 1994 | Love Affair                          | Phil                  |                                                  |
| 1995 | Forget Paris                         | Homem testando carro  | Não creditado                                    |
| 1996 | Space Jam                            | Fã masculino          |                                                  |
| 1997 | Plump Fiction                        | Caipira               |                                                  |
| 1998 | My Giant                             | Partlow               |                                                  |
| 1999 | The Settlement                       | Neal                  |                                                  |
| 2002 | Harold Buttleman, Daredevil Stuntman | Bala de Canhão Humana |                                                  |
| 2004 | Adventures in Homeschooling          | Gus Hemple            | Curta-metragem                                   |
| 2006 | I-See-You.Com                        | Jim Orr               |                                                  |
| 2006 | I Want Someone to Eat Cheese With    | Dick                  |                                                  |
| 2006 | The Pursuit of Happyness             | Alan Frakesh          |                                                  |
| 2007 | Hellboy Animated: Iron Shoes         | Iron Shoes            | Curta-metragem em DVD de Hellboy: Blood and Iron |
| 2007 | Chasing Robert                       | Dan, o apostador      |                                                  |
| 2008 | Superhero Movie                      | Carlson               |                                                  |
| 2008 | Remembering Phil                     | Dr. Seymour           |                                                  |
| 2011 | Super 8                              | Izzy                  |                                                  |
| 2011 | Scratching the Surface               | Sr. Edelman           |                                                  |
| 2015 | Quarteto Fantástico                  | Sr. Kenny             |                                                  |

### Televisão
| Ano        | Título                                                          | Papel                                    | Notas                                              |
| ---------- | --------------------------------------------------------------- | ---------------------------------------- | -------------------------------------------------- |
| 1987–1990  | The Tracey Ullman Show                                          | Vários personagens                       | Papel recorrente                                   |
| 1990       | ALF                                                             | Steve Michaels                           | Episódio: "Stayin' Alive"                          |
| 1990       | Bagdad Café                                                     | Gilbert                                  | Episódio: "Rainy Days and Mondays"                 |
| 1990       | Working Tra$h                                                   | George Agrande                           | Filme para televisão                               |
| 1990, 1992 | Married... with Children                                        | Pete, diretor funerário                  | 2 episódios                                        |
| 1991       | Dream On                                                        | Phil                                     | Episódio: "The 37-Year Itch"                       |
| 1991       | Sibs                                                            | Warren Morris                            | Papel recorrente                                   |
| 1992       | Lady Against the Odds                                           | Len Chisholm                             | Filme para televisão                               |
| 1992       | L.A. Law                                                        | David Champion                           | Episódio: "L.A. Lawless"                           |
| 1993       | Tracey Ullman Takes on New York                                 | Gordon                                   | Especial de televisão                              |
| 1994       | Wings                                                           | George Wexler                            | Episódio: "Moonlighting"                           |
| 1994       | The George Carlin Show                                          | Passageiro                               | Episódio: "George Gets Some Money"                 |
| 1994       | Related by Birth                                                | Warren Morris                            | Filme para televisão                               |
| 1994       | Bakersfield P.D.                                                | Darian Ferguson                          | Episódio: "Last One Into the Water"                |
| 1994       | Grace Under Fire                                                | Sr. Rudder                               | Episódio: "Jimmy's Girl"                           |
| 1995       | Murphy Brown                                                    | Tony Lucchesi                            | Episódio: "Specific Overtures"                     |
| 1995       | The Computer Wore Tennis Shoes                                  | Alan Winsdale                            | Filme para televisão                               |
| 1996       | Friends                                                         | O Guardião do Zoológico                  | Episódio: "The One After the Super Bowl: Part 1"   |
| 1996       | NYPD Blue                                                       | Gus                                      | Episódio: "Head Case"                              |
| 1997       | Cybill                                                          | DaVolio                                  | Episódio: "Kiss Me, You Fool"                      |
| 1997       | The Drew Carey Show                                             | Stan                                     | Episódio: "Two Drews and the Queen of Poland"      |
| 1998       | Rhapsody in Bloom                                               | Chelton                                  | Filme para televisão                               |
| 1998–2001  | Everybody Loves Raymond                                         | Bryan                                    | 2 episódios                                        |
| 1999       | Mad About You                                                   | Rory O'Grady                             | Episódio: "Win a Free Car"                         |
| 1999       | Oh, Grow Up                                                     | Sven Jorgensen                           | Episódio: "Hunter's Metamorphosis"                 |
| 1999       | Nash Bridges                                                    | Eddie Day                                | Episódio: "Crosstalk"                              |
| 2001       | Yes, Dear                                                       | Walt                                     | Episódio: "Where There's a Will, There's a Waiver" |
| 2001       | Laughter on the 23rd Floor                                      | Milt Fields                              | Filme para televisão                               |
| 2002–2003  | Reba                                                            | Eugene Fisher                            | 2 episódio                                         |
| 2003       | The Pitts                                                       | Morty                                    | Episódio: "Dummy and Dummier"                      |
| 2003       | Frasier                                                         | Brad                                     | Episódio: "Maris Returns"                          |
| 2003       | That '70s Show                                                  | Agente Armstrong                         | Episódio: "I'm Free"                               |
| 2004       | Party Wagon                                                     | Wild Bill Hickok, Clerk, Cheyenne #2     | Filme para televisão                               |
| 2004       | Behind the Camera: The Unauthorized Story of 'Charlie's Angels' | Aaron Spelling                           | Filme para televisão                               |
| 2004       | Complete Savages                                                | Sapo, Sr. Horner                         | Episódio: "Free Lily"                              |
| 2005       | Stargate SG-1                                                   | Joe Spencer                              | Episódio: "Citizen Joe"                            |
| 2005       | Arrested Development                                            | Dr. Stein                                | Episódio: "Sword of Destiny"                       |
| 2006       | The Jeff Garlin Program                                         | Ted                                      | Filme para televisão                               |
| 2006       | Veronica Mars                                                   | Dr. Kinny                                | Episódio: "My Big Fat Greek Rush Week"             |
| 2006–2007  | Campus Ladies                                                   | Dean Dewey                               | 2 episódios                                        |
| 2007       | Sands of Oblivion                                               | Cecil B. DeMille                         | Filme para televisão                               |
| 2007       | Entourage                                                       | Andrew Preston                           | 2 episódios                                        |
| 2007–2011  | Greek                                                           | Dr. Milton Hastings                      | 9 episódios                                        |
| 2008       | Monk                                                            | Tiny Werner                              | Episódio: "Mr. Monk Goes to the Bank"              |
| 2008       | Reno 911!                                                       | Comissário Jerry Salerno                 | Episódio: "Junior Runs for Office"                 |
| 2008       | Relative Stranger                                               | Gary                                     | Filme para televisão                               |
| 2009       | Castle                                                          | Juiz Markway                             | 2 episódios                                        |
| 2009       | Ghost Whisperer                                                 | Frank, o Fantasma                        | Episódio: "This Joint's Haunted"                   |
| 2009       | How I Met Your Mother                                           | Milt                                     | Episódio: "Right Place, Right Time"                |
| 2009       | Bones                                                           | Oficial Novarro                          | Episódio: "The Dwarf in the Dirt"                  |
| 2009       | Desperate Housewives                                            | Jeff Bicks                               | Episódio: "Boom Crunch"                            |
| 2010       | Tracey Ullman's State of the Union                              | Agente                                   | Episódio #3.5                                      |
| 2010       | The Good Guys                                                   | Walter Diparko                           | Episódio: "Hunches & Heists"                       |
| 2010       | The Simpsons 20th Anniversary Special – In 3-D! On Ice!         | Ele mesmo                                | Especial de televisão                              |
| 2011       | Parks and Recreation                                            | Derry Murbles                            | 3 episódios                                        |
| 2012       | The Office                                                      | CEO da Prestige Soluções de Venda Direta | Episódio: "Turf War"                               |
| 2013       | Major Crimes                                                    | Ray Winters                              | Episódio: "Year-End Blowout"                       |
| 2013       | Dads                                                            | Narrador Britânico                       | Episódio: "Pilot"                                  |
| 2013       | The Mindy Project                                               | Marty                                    | Episódio: "Danny's Friend"                         |
| 2013       | Wendell & Vinnie                                                | Sr. Lipshitz                             | Papel menor                                        |
| 2014       | The League                                                      | Dr. Harvat                               | Episódio: "Taco Standard Time"                     |
| 2014       | Quick Draw                                                      | Diácono Jim                              | Episódio: "Deacon Jim"                             |
| 2014       | Hot in Cleveland                                                | Dr. McNally                              | Episódio: "Straight Outta Cleveland"               |
| 2015       | The Unauthorized Beverly Hills, 90210 Story                     | Aaron Spelling                           | Filme para televisão                               |
| 2015       | The Unauthorized Melrose Place Story                            | Aaron Spelling                           | Filme para televisão                               |
| 2015       | Baby Daddy                                                      | Peter Oliver                             | Episódio: "What Happens in Vegas"                  |
| 2019       | Merry Happy Whatever                                            | Ted Boseman                              | 2 episódios                                        |
| 2022       | 9-1-1: Lone Star                                                | Patrick Sr.                              | Episódio #3.13                                     |

### Cinema
| Ano  | Título                                            | Papel                                                                                | Notas                                        |
| ---- | ------------------------------------------------- | ------------------------------------------------------------------------------------ | -------------------------------------------- |
| 1991 | Don't Tell Mom the Babysitter's Dead              | Babá animada                                                                         | [ 3 ]                                        |
| 1993 | Super Mario Bros.                                 | Narrador                                                                             | Creditado como Dan Castellenetta             |
| 1994 | The Return of Jafar                               | Gênio, Ladrão, Omar                                                                  |                                              |
| 1996 | All Dogs Go to Heaven 2                           | Cão Alto da Alfândega, Cão Anjo #1                                                   | [ 4 ]                                        |
| 1996 | O Corcunda de Notre Dame                          | Soldados de Frollo                                                                   |                                              |
| 2000 | Joseph: King of Dreams                            | Leiloeiro, comerciante de cavalos                                                    | Filme lançado diretamente em mídia doméstica |
| 2000 | Rugrats in Paris: The Movie                       | Padre                                                                                | [ 4 ]                                        |
| 2001 | Recess: School's Out                              | Guarda #1                                                                            | [ 4 ]                                        |
| 2002 | Return to Never Land                              | Vozes adicionais                                                                     |                                              |
| 2002 | Hey Arnold!: The Movie                            | Vovô Phil Shortman, Nick Vermicelli                                                  | [ 4 ]                                        |
| 2003 | Kim Possible: The Secret Files                    | Capangas de Drakken                                                                  | Filme lançado diretamente em mídia doméstica |
| 2003 | O Gato                                            | Coisa Um, Coisa Dois                                                                 | [ 4 ]                                        |
| 2003 | Recess: Taking the Fifth Grade                    | Agente Boe nº 2                                                                      |                                              |
| 2005 | Jasmine's Enchanted Tales: Journey of a Princess  | Gênio                                                                                | Filme lançado diretamente em mídia doméstica |
| 2006 | The Emperor's Secret                              | Seppo Kääriäinen                                                                     | Dublagem americana                           |
| 2006 | Tom and Jerry: Shiver Me Whiskers                 | Vozes adicionais                                                                     |                                              |
| 2006 | Scooby-Doo! Pirates Ahoy!                         | Sr. Mysterio, Woodenleg Wally                                                        | Filme lançado diretamente em mídia doméstica |
| 2007 | Os Simpsons - o Filme                             | Homer Simpson, Vovô Simpson, Krusty e vários outros personagens                      | [ 4 ]                                        |
| 2008 | Futurama: The Beast with a Billion Backs          | Diabo Robô                                                                           | Filme lançado diretamente em mídia doméstica |
| 2008 | Immigrants                                        | Sr. Csapo                                                                            | Dublagem americana                           |
| 2008 | Horton Hears a Who!                               | Os irmãos Wickersham                                                                 |                                              |
| 2021 | The Good, the Bart, and the Loki                  | Homer Simpson, Barney Gumble                                                         | Curta-metragem                               |
| 2021 | Plusaversary                                      | Homer Simpson, Pato Donald, Barney Gumble, Sideshow Mel, Happy, Grumpy, Ursinho Pooh | Curta-metragem                               |
| 2022 | The Simpsons Meet the Bocellis in ‘Feliz Navidad’ | Homer Simpson, Ajudante de Papai Noel                                                | Curta-metragem                               |
| 2024 | May the 12th Be with You                          | Homer Simpson, Vovô Simpson, Pateta                                                  | Curta-metragem                               |

### Televisão
| Ano                       | Título                                                  | Papel                                                                           | Notas                                                                               |
| ------------------------- | ------------------------------------------------------- | ------------------------------------------------------------------------------- | ----------------------------------------------------------------------------------- |
| 1989–presente             | Os Simpsons                                             | Homer Simpson, Vovô Simpson, Krusty, Vários personagens                         | Papel principal; escritor de 8 episódios, produtor consultor, co-produtor executivo |
| 1990                      | TaleSpin                                                | Dr. Zibaldo                                                                     | Episódio: "The Incredible Shrinking Molly"                                          |
| 1990                      | 42nd Primetime Emmy Awards                              | Homer Simpson                                                                   | Especial de televisão                                                               |
| 1991–1995                 | Taz-Mania                                               | Mister Thickley                                                                 | Papel recorrente                                                                    |
| 1991–2001                 | Sesame Street                                           | Homer Simpson                                                                   | 7 episódios                                                                         |
| 1991–1992                 | Darkwing Duck                                           | Megavolt/Elmo Sputterspark                                                      | 19 episódios                                                                        |
| 1991–1992                 | Back to the Future                                      | Dr. Emmett Brown                                                                | 26 episódios                                                                        |
| 1992                      | Fievel's American Tails                                 | Chula, a Tarântula, Sr. Schimmel, Slim, Felonious                               | 9 episódios                                                                         |
| 1992                      | Dinosaurs                                               | Zabar                                                                           | Episódio: "Germ Warfare"                                                            |
| 1992                      | Tiny Toon Adventures                                    | Jeffries, Harvey, vozes adicionais                                              | 2 episódios                                                                         |
| 1992                      | Goof Troop                                              | Earl                                                                            | Episódio: "To Catch A Goof"; uncredited                                             |
| 1992–1997                 | Eek! The Cat                                            | Mittens, Bill, Hank                                                             | 11 episódios                                                                        |
| 1993                      | Animaniacs                                              | Conde Drácula                                                                   | Episódio: "Draculee, Draculaa"                                                      |
| 1993                      | The Pink Panther                                        | Voodoo Man, vozes adicionais                                                    | Papel recorrente                                                                    |
| 1993                      | Sonic the Hedgehog                                      | Lazaar                                                                          | Episódio: "Super Sonic"; uncredited                                                 |
| 1993                      | Marsupilami                                             | Stewart                                                                         | 2 episódios                                                                         |
| 1994                      | The Critic                                              | Homer Simpson                                                                   | Episódio: "Dial 'M' for Mother"                                                     |
| 1994                      | The Tick                                                | Rei Mole                                                                        | Episódio: "The Tick vs. the Mole-Men"                                               |
| 1994–1995                 | Aladdin                                                 | Gênio, Vários personagens                                                       | Papel principal                                                                     |
| 1994–2003                 | Rugrats                                                 | Jonathan, Hershowitz, Chefe do Júri, Imprensa, Condutor de Trem, Detetive-Chefe | 6 episódios                                                                         |
| 1995–1996                 | Earthworm Jim                                           | Earthworm Jim, Evil Jim                                                         | Papel principal                                                                     |
| 1995–1997                 | The Mask: Animated Series                               | Chet Bozzack                                                                    | Episódio: "Split Personality"                                                       |
| 1996                      | Quack Pack                                              | Gil                                                                             | Episódio: "Koi Story"                                                               |
| 1996–1998                 | The Spooktacular New Adventures of Casper               | Vozes adicionais                                                                | 52 episódios                                                                        |
| 1996–2004                 | Hey Arnold!                                             | Vovô Phil Shortman, vários personagens                                          | Papel principal                                                                     |
| 1997                      | Nightmare Ned                                           | Número 1                                                                        | Episódio:"Alien Abduction"                                                          |
| 1997                      | The Online Adventures of Ozzie the Elf                  | Cometa, Blitzen                                                                 | Filme para televisão                                                                |
| 1997–1999                 | Cow and Chicken                                         | Earl, vários personagens                                                        | Papel recorrente                                                                    |
| 1997–1999                 | Johnny Bravo                                            | Carl, o Carnie, Velho, Harvey                                                   | 2 episódios                                                                         |
| 1997–1999                 | I Am Weasel                                             | Vozes adicionais                                                                | 4 episódios                                                                         |
| 1998                      | Hercules                                                | Homer o repórter                                                                | 2 episódios                                                                         |
| 1998–2001                 | Histeria!                                               | Vozes adicionais                                                                | Papel recorrente                                                                    |
| 1999                      | Detention                                               | Vozes adicionais                                                                | Papel recorrente                                                                    |
| Olive, the Other Reindeer | O carteiro                                              | Especial de televisão                                                           |                                                                                     |
| 1999–present              | Futurama                                                | Diabo Robô                                                                      | 7 episódios                                                                         |
| 2000                      | Buzz Lightyear of Star Command                          | Vários personagens                                                              | 8 episódios                                                                         |
| 2000–2001                 | Batman Beyond                                           | Sr. Groote, Guarda, Comando Kobra                                               | 3 episódios                                                                         |
| 2001                      | The New Woody Woodpecker Show                           | Vozes adicionais                                                                | Episódio: "Ya Gonna Eat That?/Chilly & Hungry/Brother Cockroach"                    |
| 2001–2004                 | Lloyd in Space                                          | Dunkirque, Sr. Blobberts, Driver, Rodeo Clown Lloyd, vozes adicionais           | 10 episódios                                                                        |
| 2002                      | Jackie Chan Adventures                                  | Jumba                                                                           | Episódio: "Into the Mouth of Evil"                                                  |
| 2002                      | Kim Possible                                            | Vários personagens                                                              | 3 episódios                                                                         |
| 2003                      | All Grown Up!                                           | Jonathan                                                                        | Episódio: "Lost At Sea"                                                             |
| 2003                      | The Adventures of Jimmy Neutron, Boy Genius             | Professor Crank, Hulk Jimmy                                                     | 2 episódios                                                                         |
| 2003                      | Liga da Justiça                                         | Ministro                                                                        | Episódio: "Maid of Honor"                                                           |
| 2003                      | Duck Dodgers                                            | Sábio marciano, jogador de futebol nº 3, vários personagens                     | Episódio: "Quarterback Quack/To Love a Duck"                                        |
| 2004                      | As Told by Ginger                                       | Dave Bishop, joalheiro                                                          | Episódio: "About Face"                                                              |
| 2004–2008                 | The Batman                                              | Arnold Wesker/Ventríloquo, Cicatriz, Sr. Snoots                                 | 3 episódios                                                                         |
| 2005                      | What's New, Scooby-Doo?                                 | Oficial McBride                                                                 | Episódio: "A Scooby-Doo Valentine"                                                  |
| 2005                      | My Life as a Teenage Robot                              | Drones, Professor                                                               | Episódio: "Killgore"                                                                |
| 2005                      | Loonatics Unleashed                                     | Professor do Colégio                                                            | Episódio: "The Comet Cometh"                                                        |
| 2006                      | Casper's Scare School                                   | Stretch                                                                         | Filme para televisão                                                                |
| 2006                      | Legion of Super Heroes                                  | Boris, Capitão Howdy, Coluans                                                   | Episódio: "Fear Factory"                                                            |
| 2010                      | The Simpsons 20th Anniversary Special – In 3-D! On Ice! | Homer Simpson                                                                   | Especial de televisão                                                               |
| 2010, 2012, 2015          | Late Show with David Letterman                          | Homer Simpson                                                                   | 3 episódios                                                                         |
| 2012                      | FOX 25th Anniversary Special                            | Homer Simpson                                                                   | Especial de televisão                                                               |
| 2012, 2014, 2020          | Family Guy                                              | Homer Simpson                                                                   | 4 episódios                                                                         |
| 2014                      | Last Week Tonight with John Oliver                      | Homer Simpson                                                                   | Episódio: "Episode 24"                                                              |
| 2017                      | Hey Arnold!: The Jungle Movie                           | Vovô Phil Shortman                                                              | Filme para televisão                                                                |
| 2019                      | Brockmire                                               | Duke Yipovski                                                                   | Episódio: "The Yips"                                                                |

### Video Games
| Ano  | Título                              | Papel                                                                       | Notas            |
| ---- | ----------------------------------- | --------------------------------------------------------------------------- | ---------------- |
| 1991 | The Simpsons                        | Homer Simpson                                                               |                  |
| 1992 | The Simpsons: Bart's Nightmare      | Homer Simpson                                                               |                  |
| 1996 | The Simpsons: Cartoon Studio        | Homer Simpson, Krusty, vozes adicionais                                     |                  |
| 1996 | Toonstruck                          | Flux Wildly                                                                 | [ 4 ]            |
| 1997 | Virtual Springfield                 | Homer Simpson, Vovô Simpson, Krusty, vozes adicionais                       |                  |
| 1997 | ClayFighter 63⅓                     | Earthworm Jim, Boogerman                                                    | [ 4 ]            |
| 1998 | Driver                              | Chamadores de secretária eletrônica                                         |                  |
| 1999 | Planescape: Torment                 | Nordom                                                                      |                  |
| 1999 | Y2K: The Game                       | Vozes adicionais                                                            |                  |
| 1999 | Earthworm Jim 3D                    | Earthworm Jim                                                               | [ 4 ]            |
| 1999 | The Simpsons Bowling                | Homer Simpson, Vovô Simpson, Barney Gumble, vozes adicionais                |                  |
| 2001 | Aladdin in Nasira's Revenge         | Gênio, Potion Mancom                                                        |                  |
| 2001 | The Simpsons Wrestling              | Homer Simpson, Barney Gumble, Krusty, vozes adicionais                      |                  |
| 2001 | The Simpsons: Road Rage             | Homer Simpson, Vovô Simpson, vozes adicionais                               |                  |
| 2002 | Kingdom Hearts                      | Gênio                                                                       |                  |
| 2002 | The Simpsons Skateboarding          | Homer Simpson, Krusty, vozes adicionais                                     |                  |
| 2003 | The Simpsons: Hit & Run             | Homer Simpson, Vovô Simpson, Barney Gumble, Krusty, vozes adicionais        |                  |
| 2003 | Metal Arms: Glitch in the System    | Krunk                                                                       |                  |
| 2005 | Kingdom Hearts II                   | Gênio                                                                       |                  |
| 2006 | Cartoon Network Racing              | Earl                                                                        | [ 4 ]            |
| 2006 | Happy Feet                          | Ramon, elefante marinho nº 1                                                | [ 4 ]            |
| 2007 | The Simpsons Game                   | Homer Simpson, Itchy, Barney Gumble, Vovô Simpson, Krusty, vozes adicionais |                  |
| 2007 | Kingdom Hearts Re:Chain of Memories | Gênio                                                                       | Arquivo de áudio |
| 2012 | The Simpsons: Tapped Out            | Homer Simpson, Vovô Simpson, Barney Gumble, Krusty, vozes adicionais        |                  |
| 2013 | Kingdom Hearts HD 1.5 Remix         | Gênio                                                                       | Arquivo de áudio |
| 2014 | Kingdom Hearts HD 2.5 Remix         | Gênio                                                                       | Arquivo de áudio |
| 2015 | Lego Dimensions                     | Homer Simpson, Krusty, Vovô Simpson, Hans Moleman, vozes adicionais         | Arquivo de áudio |

### Videoclipes
| Ano  | Música           | Papel                 | Artista          |
| ---- | ---------------- | --------------------- | ---------------- |
| 1990 | "Do the Bartman" | Homer Simpson, Krusty | Nancy Cartwright |
| 1991 | "Black or White" | Homer Simpson         | Michael Jackson  |
| 2002 | "I Am Not Homer" | Várias vozes          | Dan Castellaneta |

### Parques temáticos
| Ano           | Título                                       | Papel                             |
| ------------- | -------------------------------------------- | --------------------------------- |
| 1999–2010     | SpectroMagic                                 | O Gênio                           |
| 2003–2017     | Wishes: A Magical Gathering of Disney Dreams | O Gênio                           |
| 2008–presente | The Simpsons Ride                            | Homer Simpson, Vários personagens |

### Teatro
| Ano  | Título            | Papel       |
| ---- | ----------------- | ----------- |
| 1990 | American Splendor | Mark Peekos |

## Discografia
| Álbum          | Lançamento          | Gravadora     | Notas                                    |
| -------------- | ------------------- | ------------- | ---------------------------------------- |
| Two Lips       | Fevereiro de 2000   | Oglio Records | Álbum de comédia totalmente musical      |
| I Am Not Homer | 23 de abril de 2002 | Oglio Records | Álbum de comédia lançado com Deb Lacusta |

Também apresentado em:
- The Simpsons Sing the Blues (1990)
- Songs in the Key of Springfield (1997)
- The Yellow Album (1998)
- Go Simpsonic with The Simpsons (1999)
- The Simpsons: Testify (2007)

## Premiações
| Ano  | Premiação                    | Categoria                                                 | Papel                                       | Série               | Resultado |
| ---- | ---------------------------- | --------------------------------------------------------- | ------------------------------------------- | ------------------- | --------- |
| 1992 | Prêmio Emmy do Horário Nobre | Melhor Dublagem                                           | Homer Simpson, Vovô Simpson, Vários outros  | Os Simpsons         | Venceu    |
| 1993 | Prêmio Emmy do Horário Nobre | Melhor Dublagem                                           | Homer Simpson                               | Os Simpsons         | Venceu    |
| 1993 | Annie Award                  | Melhor Performance Individual no Campo de Animação        | Vários personagens                          | Venceu              |           |
| 2000 | Annie Award                  | Melhor Dublagem por um Dublador em uma Série de Televisão | O Carteiro                                  | Olive, a Outra Rena | Venceu    |
| 2004 | Stinkers Bad Movie Award     | Personagem Não Humano Mais Irritante                      | Coisa 1, Coisa 2                            | O Gato              | Indicado  |
| 2004 | Golden Raspberry Award       | Pior Casal de Tela                                        | Coisa 1, Coisa 2                            | O Gato              | Indicado  |
| 2004 | Prêmio Emmy do Horário Nobre | Melhor Dublagem                                           | Vário personagens                           | Os Simpsons         | Venceu    |
| 2004 | Young Artist Award           | Mãe e Pai Mais Popular numa Série de Televisão            | Homer Simpson                               | Os Simpsons         | Venceu    |
| 2007 | WGA Award                    | Animação                                                  |                                             | Os Simpsons         | Indicado  |
| 2009 | Prêmio Emmy do Horário Nobre | Melhor Dublagem                                           | Homer Simpson                               | Os Simpsons         | Venceu    |
| 2010 | Prêmio Emmy do Horário Nobre | Melhor Dublagem                                           | Homer Simpson, Vovô Simpson                 | Os Simpsons         | Indicado  |
| 2011 | Prêmio Emmy do Horário Nobre | Melhor Dublagem                                           | Homer Simpson, Barney Gumble, Krusty, Louie | Os Simpsons         | Indicado  |
| 2015 | Prêmio Emmy do Horário Nobre | Melhor Dublagem                                           | Homer Simpson                               | Os Simpsons         | Indicado  |